# Васил Левски (област Силистра)
Вижте пояснителната страница за други значения на Васил Левски.
Васил Левски е село в Североизточна България. То се намира в община Алфатар, област Силистра.

## География
Васил Левски е село в област Силистра, община Алфатар. Васил Левски е на 14 км от Алфатар и на 34 км от Силистра. Населението на селото е 97 души (1 февруари 2011 г., НСИ).